# سدیم تیوسولفات
تیو سولفات سدیم به فرمول Na۲S۲O۳، یک ترکیب کریستالی بی رنگ است. که بیشتر با نام هیپو سولفیت سدیم یا هیپو خوانده می‌شود.
یکی از کاربردهای آن خنثی کردن کلر موجود در آب شهری است که بیشتر در بین دارندگان آکواریوم متداول است.
همچنین این ماده یک آلاینده گوگردی موجود در آب به شمار می آید.

[فرمول مولکولی یون تیوسولفات: S۲O۳ دو بار منفی است .]